# Paul Laxalt
Paul Dominique Laxalt (ur. 2 sierpnia 1922 w Reno, zm. 6 sierpnia 2018 w McLean) – amerykański polityk, w latach 1974–1987 senator ze stanu Nevada, członek Partii Republikańskiej.